# 沃氏紅娘魚
沃氏紅娘魚，為輻鰭魚綱鮋形目牛尾魚亞目角魚科的其中一種，分布於西太平洋的新喀里多尼亞海域，棲息深度約215公尺，體長可達10.6公分，為底棲性魚類，屬肉食性。

## 擴展閱讀
維基物種上的相關：沃氏紅娘魚